# Neuvillalais

Neuvillalais este o comună în departamentul Sarthe, Franța. În 2009 avea o populație de 581 de locuitori.